# Olympische Winterspiele 2010/Teilnehmer (Kirgisistan)
| Gelbes Symbol für Goldmedaillen mit stilisierten Olympischen Ringen | Graues Symbol für Silbermedaillen mit stilisierten Olympischen Ringen | Braundes Symbol für Bronzemedaillen mit stilisierten Olympischen Ringen |
| ------------------------------------------------------------------- | --------------------------------------------------------------------- | ----------------------------------------------------------------------- |
| —                                                                   | —                                                                     | —                                                                       |

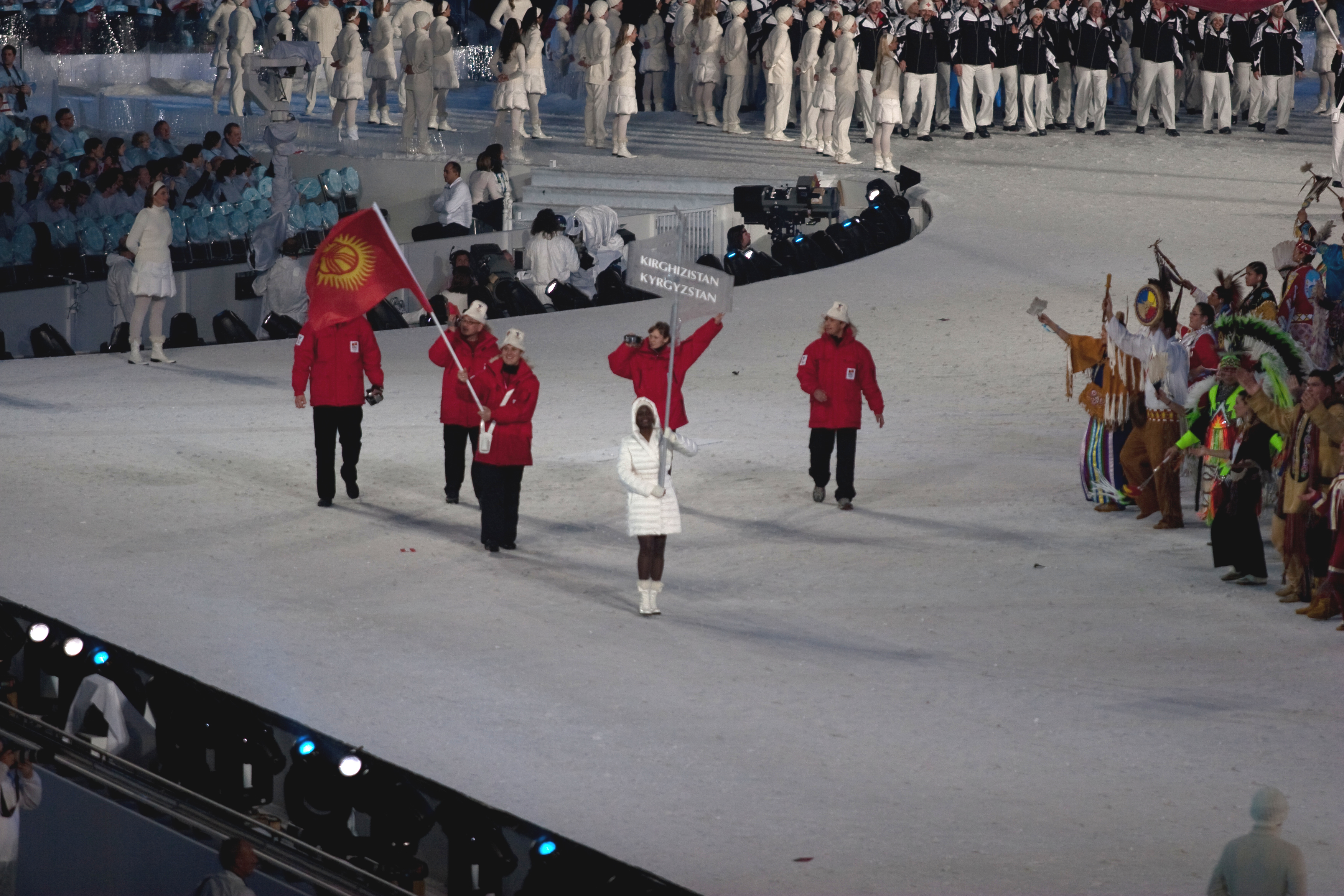
Einmarsch der Delegation aus Kirgisistan

Kirgisistan nahm an den Olympischen Winterspielen 2010 im kanadischen Vancouver mit zwei Sportlern in zwei Sportarten teil.

## Teilnehmer nach Sportarten

### Ski Alpin
Männer
- Dmitri Trelewski
Riesenslalom: 76. Platz
Slalom: im 1. Lauf ausgeschieden

### Skilanglauf
Frauen
- Olga Reschetkowa
Einzel-Sprint: 54. Platz